# Ranvierovy zářezy

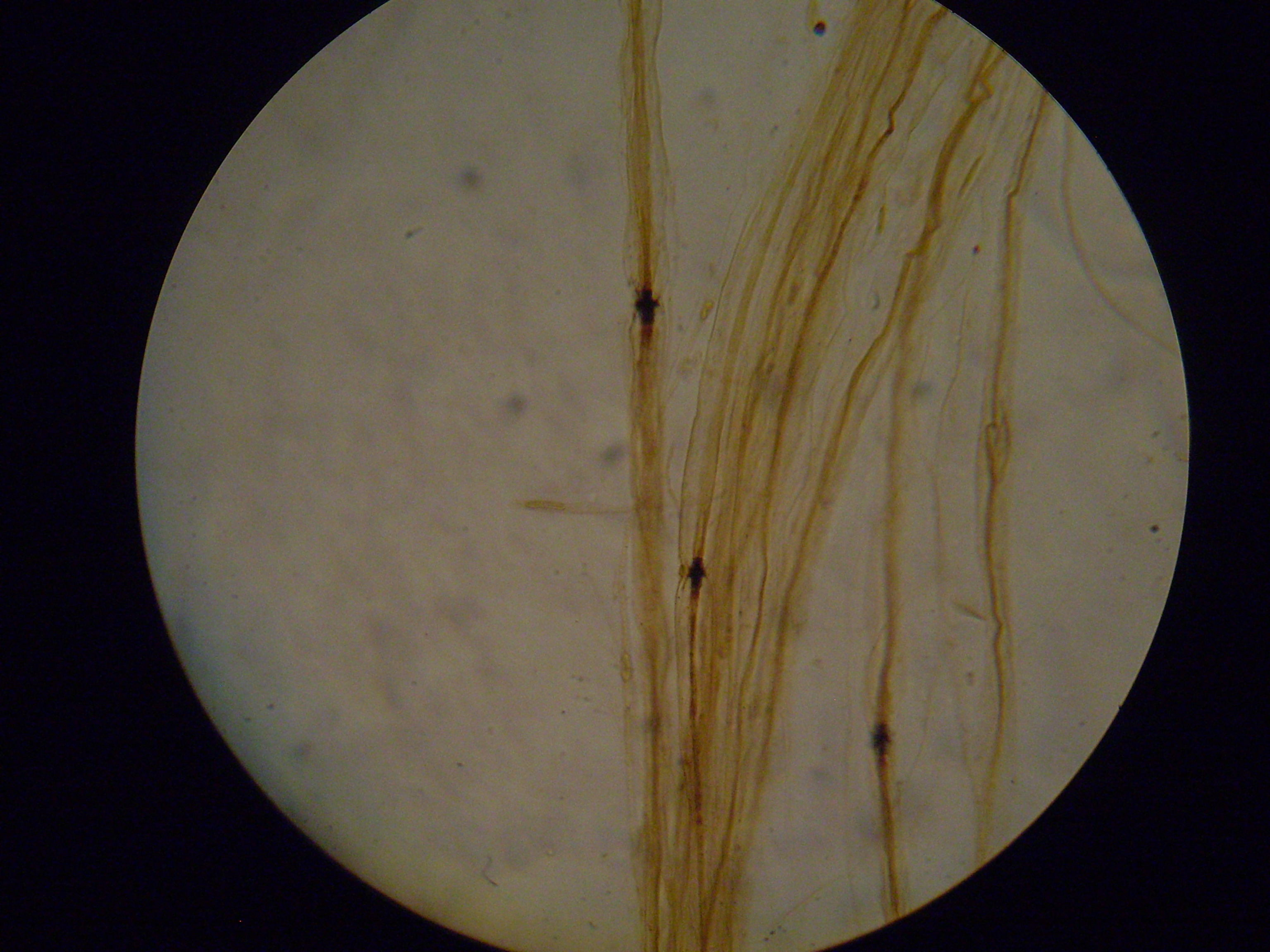
Ranvierovy zářezy pod mikroskopem

Ranvierovy zářezy jsou místa ztenčení myelinové pochvy (tvořené Schwannovými buňkami v PNS a oligodendrogliemi v CNS) u neuronu. Toto přerušované uspořádání urychluje přenos nervových impulsů (tzv. saltatorní vedení) po nervovém vlákně, tedy šíření vzruchu, neboť při každém styku impulsů s Ranvierovým zářezem dochází k obnovení jejich původní intenzity.